# Aurelia Vișovan
Aurelia Vișovan (* 30. Juni 1990 in Sighetu Marmației) ist eine rumänische Pianistin und Cembalistin sowie Professorin an der Hochschule für Musik Nürnberg.

## Leben
Aurelia Vișovan begann im Alter von fünf Jahren in ihrer Geburtsstadt mit dem Klavierunterricht, zunächst bei Monica Chifor. Im Alter von 12 Jahr zog sie nach Cluj-Napoca, einem kulturellen Zentrum Rumäniens, wo sie ihr Klavierstudium am Musikgymnasium „S. Toduță“ bei  Gerda Türk fortsetzte. Im selben Jahr trat sie zum ersten Mal als Solistin mit Orchester auf und spielte das Klavierkonzert D-Dur von Joseph Haydn.
Durch ihre Auftritte an nationalen internationalen Wettbewerben erlange sie eine gewisse Bekanntheit. 2007 gewann sie den ersten Preis und den Hauptpreis beim internationale Klavierwettbewerb in Aard, Rumänien. Daraufhin wurde sie nach Deutschland eingeladen, ein Recital im Konzertsaal „Die Glocke“ in Bremen zu geben.
2008 wurde sie an der Musikakademie Gheorghe Dima in Cluj-Napoca aufgenommen. Danach war sie ab Juni 2011 an der Universität für Musik und darstellende Kunst (mdw) in Wien Schülerin in der Klavierklasse von Martin Hughes. Durch den Pianisten und Musikwissenschaftler Robert D. Levin kam sie mit historisch informierten Aufführungen und historischen Tasteninstrumenten in Kontakt. Von 2013 bis 2017 war Vișovan daher auch Studentin in der Solocembaloklasse von Gordon Murray an der mdw. Bei ihm lerne sie unterschiedliche Tasteninstrumente zu spielen. Ihr Studium schloss sie 2017 mit Bestnote ab.
Vișovan promovierte 2021 an der Musikakademie Georghe Dima in Cluj-Napoca über historische Tasteninstrumente. Zum Sommersemester desselben Jahres wurde sie zur Lehrprofessorin für Klavier an der Hochschule für Musik in Nürnberg, dort hatte sie bereits einen Lehrauftrag für Klavier und Kammermusik.

## Werk
Aurelia Vișovan benutzt sowohl moderne als auch historische Instrumente. Sie spielte im Großen Saal der Berliner Philharmonie, in der Hamburger Elbphilharmonie und in der Glocke in Bremen sowie international im Palais des Beaux-Arts in Brüssel, im Seouler Nam June Paik Art Center, im Brucknerhaus in Linz sowie dem Casa da Música Porto. Sie musizierte als Kammermusikerin und als Solistin mit Orchester.
Im Mai 2012 gab Aurelia Vișovan das Eröffnungskonzert des Sächsischen Mozartfestes in Chemnitz zusammen mit dem Philharmonischen Kammerorchester Dresden unter der Leitung von Wolfgang Hentrich.
Daneben trat mit Orchestern wie dem Seto Philharmonic Orchestra, dem Rumänischen Radio-Kammerorchester und dem Rundfunk-Sinfonieorchester Berlin auf. Sie spielt regelmäßig auf Festivals, wie auf dem Schleswig-Holsteinischen Musikfestival, den Festspielen Mecklenburg-Vorpommern, oder dem Bachfest in Leipzig. Im Jahr 2017 spielte in einer Welturaufführung das Klavierkonzert von George Enescu.
Ihre CD-Aufnahmen veröffentlichten Labels wie Berlin Classics Ricercar und Passacaille. Ihre CDs wurden mehrfach ausgezeichnet.

## Diskografie (Auswahl)
- 2018: Roots
- 2020: Beethoven: Sonatina Lunatica mit Lina Tur Bonet
- 2022: Schubert & Czerny: Capriccio appasionata
- 2023: Dr. Lichtenhals MOZART Piano Works mit Pandolfis Consort
- 2024: Kreisleriana, Op. 16

## Auszeichnungen
Vişovan gewann über 25 Wettbewerbe darunter:
- 2019 Gewinnerin des Musica Antiqua Brügge Wettbewerbs in der Sparte Hammerflügel
- Gewinnerin beim Santa Cecilia Klavierwettbewerb (Portugal)
- Premio Jaén Klavierwettbewerb (Spanien) – Sonderpreis für die beste Interpretation des zeitgenössischen Werkes
- 2. Preis beim Internationalen Cembalowettbewerb Paola Bernardi (Italien)